# Al-Bassa

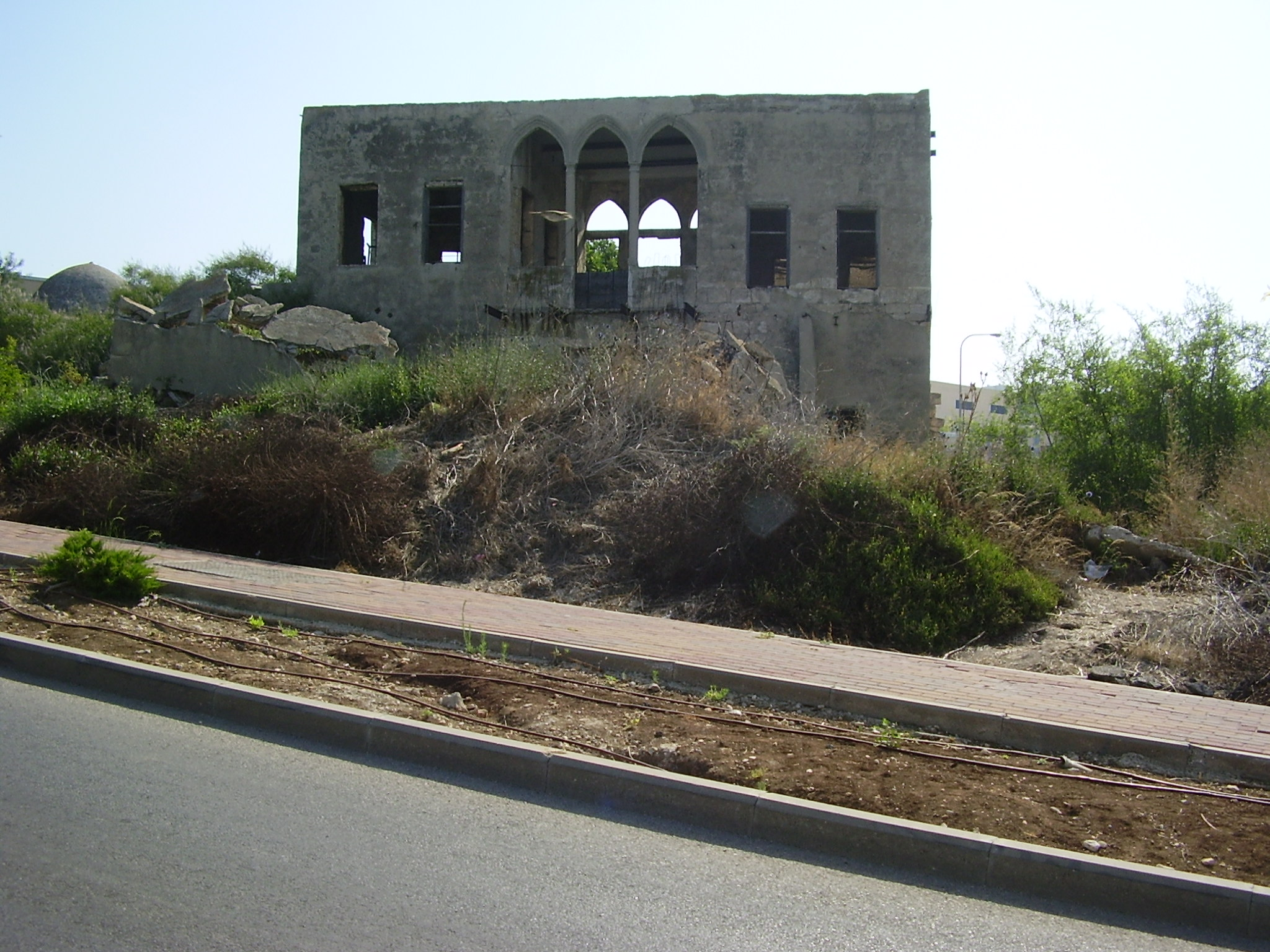
Avfolkad hus i Al-Bassa.

Al-Bassa är en avfolkad palestinsk by på den israelisk-libanesiska gränsen som hade över 3 000 invånare. 1948 fördrevs människorna i byn av israeliska styrkor och en stor mängd byggnader jämnades med marken. På platsen finns en moské och en kyrka kvar från innan fördrivningen. Invånare fördrevs till den libanesiska gränsen (95%) eller tillfångatogs och placerades i Nazaret. En ansenlig del av invånarna flydde till Lansing, Michigan, USA, där de utgör en stor del av stadens palestinska befolkning.